# Arendal, Norge
Arendal är en stad i Norge, centralort i Arendals kommun och residensstad för Agder fylke. Av tätorten Arendals 44 352 invånare bor 6 198 i Grimstads kommun.
I Arendal finns en avdelning av Høyskolen i Agder (HIA), sjukhus, elektronikindustri, bland annat har Ericsson haft en anläggning väster om staden. Arendal är en populär sommarstad på Sørlandet. Kring den centrala hamnbassängen Pollen ligger den äldsta delen av staden, byggd på den tid då Arendal var en av Norges ledande sjöfartsstäder. Gamla staden heter Tyholmen och är präglad av restaurantverksamhet och hantverks- och antikvitetsbutiker. Där ligger även flerduksbion Saga Kino och Tyholmen hotell, som genom åren burit olika namn beroende på ägarbyten. Till Arendal reser folk från stora delar av fylket för att handla, framför allt på industriområdet Stoa, för att gå i skola och för att få sjukvårdstjänster. Vinmonopolet i Arendal var länge det enda försäljningsstället av vin och sprit på flaska i Aust-Agder fylke. 
I Arendal utkommer sex dagar i veckan tidningen Agderposten som är den dominerade tidningen i Aust-Agder. Agderposten har (2017) en upplaga på 18 904 exemplar.
Arendal är en skärgårdsstad som på sommaren företar ett aktivt båtliv. Gästhamnen ligger vid Tyholmen där anlöpande småbåtar kan ankra upp invid Norges näst största träbyggnad - Arendal rådhus. Ett årligt evenemang är båttävlingen Arendal Grand Prix, där det tävlas i två dagar: den första dagen i hastighetsåkning i Tromøysund, den andra dagen i ett varvlopp huvudsakligen runt Lille Torungen. Tävlingen tilldrar sig stort intresse - publik på över 100 000 personer är inte ovanligt. Utanför Tromøya och Hisøy ligger fyröarna Store Torungen och Lille Torungen samt den idylliska ön Merdø, med Merdø gård från 1700-talet. Historiskt har sjöfarten spelat en helt central roll för kommunikationer till och från Arendal. Kommunen genomskärs numera av motorvägen E18. Till Arendal går även tåg genom ett stickspår från Sørlandsbanen - tåglinjen mellan Stavanger och Oslo. För resenärer dagtid gäller omstigning vid Nelaug i det inre av Aust-Agder. Ett aldrig fullföljt projekt är byggandet av flygplatsen Gullknapp. Denna trafikeras idag uteslutande av småflygplan.
I slutet av 1800-talet var Arendal en stor sjöfartsstad och hade många rika skeppsredare. I dag är staden ett administrativt centrum och har plastbåtsindustri, elektronikindustri och mekanisk industri. Ett av världens största raffinaderier for kiselkarbid ligger i Eydehavn.
Sam Eyde, som bland annat grundade Norsk Hydro och Elkem föddes i Arendal. Han grundade också ett aluminiumsmältverk och ett kiselkarbidverk på Eydehavn, som har fått sitt namn efter honom.
På sommaren är Arendal en populär turistort med ett livligt uteliv.
Arendal är Norges FN-by (UNEP)

## Dialekt
Dialekten i Arendal är en "sørlandsk" dialekt med tungrots-r. Möjligen företer Arendalsdialekten likheter med småländskan så som den talas i sydöstra Jönköpings län. Några särdrag i dialekten kan påpekas: personliga pronomen är i stort sett som i bokmålet, bortsett från första person singular som uttalas "E" och första person plural som heter "mi". I den klassiska Arendalsdialekten används oftare subjektspronomen än objekt: "Jag gav ju boken till dig" kan dialektalt heta "E ga jo boka te du", eller "E ga jo boga te dæ." Nekandeformen "ikkje" föredras framför ikke. Konsonanterna är ibland så kallat mjuka (bløde). Det kan heta:
- "Æ var ude i båden" att jämföra med det skriftspråkliga "Jeg var ute i båten"
- "Dere, mi går henn te Rudebilen!" (sv. Hörni! Vi går bort till busstationen! Bokmål: "Dere! Vi går bort til Rutebilstasjonen.")

Ett karaktäristiskt ord är "gilt", vilket betyder käckt, roligt, trevligt. "Gilt" hörs ofta i dagligt språk. Folk från Arendal kallar sig Arendalitter och i interregionala sammanhang Aust-egder.

## Kända personer från Arendal
- Jon Gelius, nyhetsankare i NRK:s program Dagsrevyen, NRK:s korrespondent i USA.
- Erling Havnå, rånare
- Magne Havnå, boxare
- Håvard Rem, diktare
- Leonard Rickard, konstnär
- Gabriel Scott, författare från Tromøya.
- Edvard Schønberg, läkare, professor